# Poste de péage de Singrobo
Le poste de péage de Singrobo (mis à service le 15 mai 2014) est une infrastructure routière du réseau routier de la Côte d'Ivoire située sur l'axe Abidjan-Yamoussoukro.

## Historique
Le poste de péage de Singrobo a été inauguré le 11 décembre 2013 par le président de la république de Côte d'Ivoire, Alassane Ouattara,. Il a été mis en service le 15 mai 2014.

## Localisation
Le poste de péage de Singrobo est situé au centre de la Côte d'Ivoire dans le district autonome de Yamoussoukro à 97,3 km de la ville de Yamoussoukro sur l'axe Abidjan-Yamoussoukro,.

## Fonctionnement

### Exploitation
L'exploitation de ce péage est gérée par le Fonds d'entretien routier,. Les fonds collectés permettront de financer la construction de nouvelles autoroutes. Ils serviront également à l’entretien périodique de l’infrastructure afin de prévenir sa dégradation.

### Tarifs
Un communiqué du ministère de l'équipement et de l'entretien routier en date du 6 février 2025 présente les tarifs comme suit,,,:
| Classe   | Type de véhicule               | Tarif (en fcfa) |
| -------- | ------------------------------ | --------------- |
| Classe 1 | Véhicule léger                 | 1 000 fcfa      |
| Classe 2 | Mini car de moins de 32 places | 2 500 fcfa      |
| Classe 3 | Autocar de plus de 32 places   | 3 500 fcfa      |
| Classe 4 | Camion poids lourd             | 5 000 fcfa      |